# San Possidonio
San Possidonio là một đô thị ở tỉnh Modena thuộc vùng Emilia-Romagna, có vị trí cách khoảng 50 km về phía tây bắc của Bologna và khoảng 25 km về phía đông bắc của Modena. Tại thời điểm ngày 31 tháng 12 năm 2004, đô thị này có dân số 3.761 người và diện tích 17 km².
San Possidonio giáp các đô thị: Cavezzo, Concordia sulla Secchia, Mirandola, Novi di Modena.